# Campagnes de Crimée
Pour les articles homonymes, voir Campagne de Crimée.

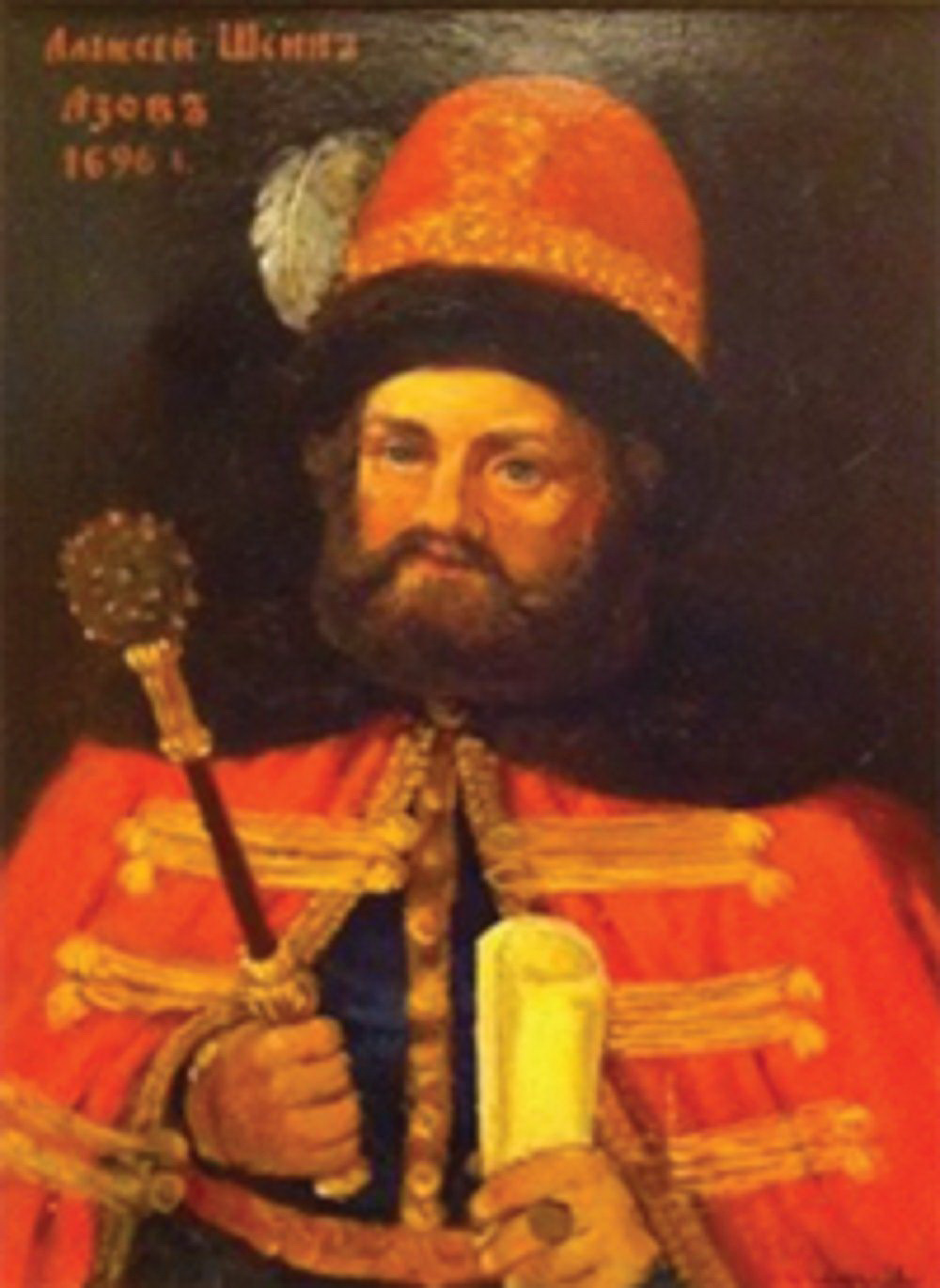
Alexeï Chéine (1662-1700), l'un des chefs boyards de la campagne.

Les campagnes de Crimée de 1687 et 1689 ont été menées par l'Empire russe, alors dirigé par la régente Sophia Alexeievna, contre le khanat de Crimée, vassal du sultan ottoman (Soliman II monte sur le trône en novembre 1687, remplaçant Mehmed IV, qui avait fait, sans succès, le siège de Vienne en 1683). On peut les intégrer à la guerre russo-turque de 1686-1700 et aux guerres russo-criméennes. L'échec de ces campagnes, qui visait notamment l'obtention d'un accès à la mer d'Azov, aurait été une des causes de l'expulsion du pouvoir de la régente, remplacée par son demi-frère Pierre le Grand.

## Première expédition
Bien que plusieurs boyards s'opposent à une guerre contre les Turcs, la régente Sophie, qui a fait signer le traité de paix éternelle de 1686 avec l'Union de Pologne-Lituanie, par laquelle la Russie intègre la Sainte Ligue, y est plutôt favorable car elle espère une conquête facile de la Crimée. Elle commet cependant une grave erreur en nommant le Knèze Golitsyne (alias Galitzine), son amant, à la tête de l'armée. Bien qu'il ait de grandes qualités politiques, il fait un chef de guerre absolument incapable.[réf. nécessaire]
L'opération de 1687 en Crimée est un véritable échec. L'armée revient sur ses pas sans avoir livré un seul combat. En mai 1687, Galitzine quitte l'Ukraine avec environ 100 000 hommes, des Cosaques du Don et d'autres de Zaporojie. Mais les troupes sont mal ravitaillées, les Cosaques désertent, tandis que les Tatars de Crimée mettent feu à la steppe, déclenchant un énorme incendie de la steppe entre le Dniepr et l'isthme de Perekop, ce qui force les Cosaques à faire demi-tour à partir du 17 juin 1687.
Malgré cette défaite, Galitzine est reçu en héros à son retour à Moscou. Sophie tente de faire croire au peuple et aux États européens que l'opération a été un succès complet [réf. nécessaire]. Les Cosaques et Galitzine demandent toutefois à la régente de remplacer le hetman Ivan Samoilovich (en) par Ivan Mazepa, hostile à la guerre contre l'Empire ottoman et le khanat de Crimée. Mazepa remplace Samoilovich le 20 juin 1687, l'ayant accusé de conspiration en vue de déclencher une sécession vis-à-vis de la Russie moscovite.

## Seconde expédition
En 1688, à la suite d'une incursion des Turcs en territoire russe, Sophie ordonne une nouvelle expédition en Crimée, alors que la Pologne entre en négociations avec la Sublime Porte. Le commandement est de nouveau confié à Galitzine, à la tête d'environ 150 000 soldats qui prennent la route au printemps 1689. L'expédition est à nouveau un fiasco. Après avoir remporté une victoire contre les Tatars le 15 mai 1689, ils assiègent en vain Perekop à partir du 20 mai. Inférieurs en nombre, les Cosaques décident la retraite le 11 juin, Galitzine laissant ainsi 20 000 morts et 15 000 prisonniers sur le terrain. De retour à Moscou, il est de nouveau récompensé pour sa victoire malgré la réticence du jeune tsar(27 juillet).
Globalement un échec, ces campagnes ont toutefois permis à la Nouvelle Russie de cesser de payer au Khanat de Crimée un tribut.  Patrick Gordon, qui prendra plus tard le parti de Pierre contre la régente, est nommé général de l'armée impériale russe à la suite de ces combats.